# Helictes longipes
Helictes longipes là một loài tò vò trong họ Ichneumonidae.